# (33382) Indranidas
1999 CE33 (asteroide 33382) é um asteroide da cintura principal. Possui uma excentricidade de 0.13929310 e uma inclinação de 4.12347º.
Este asteroide foi descoberto no dia 10 de fevereiro de 1999 por LINEAR em Socorro.